# Кириллов, Виктор Михайлович
Ви́ктор Миха́йлович Кири́ллов (род. 19 ноября 1952, Муром, Владимирская область) — российский историк, доктор исторических наук (1996), профессор Нижнетагильского государственного социально-педагогического института (филиала) РГППУ. Специалист по истории политических репрессий в СССР и по истории межнациональных отношений в США. Автор 33 монографий, 10 сборников документов, 9 учебно-методических пособий и более 200 научных статей.

## Биография

### Ранние и студенческие годы
Виктор Михайлович Кириллов родился 19 ноября 1952 г. в семье служащих в г. Муром. Был крещен в православной церкви. В 1953 г. семья Кириллова переехала в г. Верхний Уфалей Челябинской области, где Виктор закончил десятилетнюю среднюю школу № 2.
В 1971—1976 гг. учился на историческом факультете Уральского государственного университета им. А. М. Горького. Во время обучения специализировался по кафедре новой и новейшей истории. Тема дипломной работы: «Палестинская проблема и создание государства Израиль» (научный руководитель — к.и.н., доцент В. Н. Грак).

### Учитель средней школы
После окончания Уральского государственного университета В. М. Кириллов по распределению был направлен в среднюю школу села Аятского Невьянского района Свердловской области. В школе проработал с 1976 по 1978 г..
В 1979 г. работал в средней школе № 41 Дзержинского района, г. Н.Тагил и на историческом факультете Нижнетагильского государственного педагогического института (по совместительству). В этом же году стал соискателем в Уральском государственном университете им. А. М. Горького и сдал кандидатские экзамены.

### Аспирантура
В 1979—1982 годах обучался в аспирантуре по специальности 07 00 03 «Всеобщая история» при кафедре новой и новейшей истории МОПИ им. Н. К. Крупской. Научным руководителем В. М. Кириллова был д.и.н., профессор Е. А. Кургинян. В 1983 году защитил кандидатскую диссертацию. Во время обучения в аспирантуре прошёл обучение в методологическом семинаре крупного советского методолога науки Г. П. Щедровицкого.

### В Нижнетагильском педагогическом институте
В декабре 1982 г. В. М. Кириллов приступил к работе в должности старшего преподавателя кафедры истории НТГПИ. Работа в педагогическом институте продолжается по настоящее время. В 1982—2014 он был руководителем кафедр: История (1983—1988); Всеобщая история (1988—2005); История (2005—2007); История, теория и методика обучения (2007—2014); с 2014 — профессор кафедры гуманитарных и социально-экономических наук Социально-гуманитарного факультета Нижнетагильского государственного социально-педагогического института (филиала) РГППУ. В 1990 г. присвоено ученое звание доцент.
В 1996 г. В. М. Кириллов в диссертационном совете УрГУ им. А. М. Горького защитил докторскую диссертацию по специальности 07.00.02 «Отечественная история» по теме «История репрессий на Урале (на материале Нижнетагильского региона). 1920—1950 гг.)» (научный консультант: д.и.н., профессор Т. И. Славко). В 2001 г. присвоено ученое звание профессор.
Во время работы в педагогическом институте В. М. Кириллов читал курсы: Новая и новейшая история стран Европы и Америки; Новая и новейшая история стран Азии и Африки; Всеобщая история; История России; Историография; Источниковедение; Теория и методология истории; спецкурсы: «Национализм в современном мире», «История Коминтерна», «История репрессий и правозащитного движения в России».

## Научная деятельность
Научная работа В. М. Кириллова первоначально была сосредоточена на проблемах межнациональных отношений в США (новейшее время). Во время обучения в аспирантуре им были опубликованы первые научные статьи и защищена кандидатская диссертация: «Проблема единства трудящихся различных расово-этнических групп США в борьбе против монополий (сер. 1960-начало 1980-х гг.)».
В 1991 г. В. М. Кириллов опубликовал учебно-методическое пособие для студентов «Национализм. История и современность». На основе этого пособия студентам читался одноимённый спецкурс.
В начале 1990-х гг. В. М. Кириллов приступил к исследовательской деятельности по проблемам истории политических репрессий в СССР и на Урале, которая продолжается в настоящее время. В. М. Кириллов был первым ученым в России, который защитил докторскую диссертацию по истории политических репрессий в СССР.
В 1993 г. В. М. Кириллов вступил в члены российской научной ассоциации «История и компьютер». В ходе работы над докторской диссертацией произошло освоение междисциплинарных методов исследования, в частности, методики создания электронных баз и банков данных. Началось формирование баз данных по персоналиям репрессированных.
В 1996 г. по инициативе В. М. Кириллова была создана проблемная научно-исследовательская лаборатория «Банк данных: Нижнетагильский регион в XX веке» (с 2001 г. лаборатория «Исторической информатики»). Она продолжает действовать по настоящее время в составе Социально-гуманитарного факультета НТГСПИ.
В 1994 и 1999 гг. сотрудниками лаборатории (включая студентов) были изданы книги памяти, посвященные памяти тагильчан-жертв политических репрессий. В. М. Кирилловым был разработан и в течение ряда лет читался студентам-историкам спецкурс «История репрессий и правозащитное движение в России».
В 1990-х — начале 2000-х гг. Кириллов активно участвовал в разработке и осуществлении проектов по грантам международных и российских организаций: Фонда Форда, Института «Открытое общество», Международного союза немецкой культуры, Министерства национальностей РФ, Администрации г. Нижний Тагил. Все проекты были связаны с изучением истории политических репрессий на Урале и созданием книг памяти жертв политических репрессий.
Наиболее результативными проектами в деятельности коллектива ученых лаборатории стали: "Создание банка данных по истории репрессий на Урале и проведение региональной конференции (1997); "Разработка-спасение материалов архива Тагиллага, создание электронной базы данных, массовая реабилитация и издание книги памяти «Советские немцы-узники Тагиллага» (1999—2001); «Возвращенные имена» (Единый электронный банк данных жертв политических репрессий в СССР) (2000—2003); "Gedenkbuch: Электронная книга памяти российских немцев (с 2000 г. по настоящее время).
В. М. Кириллов выступил в качестве координатора международного проекта «Возвращенные имена», благодаря которому была создана сеть организаций, осуществляющих работу по увековечению памяти жертв политических репрессий, и разработана методика формирования интегрального электронного банка данных по персоналиям репрессированных.
В. М. Кириллов, в качестве руководителя проекта «Gedenkbuch», добился целого ряда позитивных результатов в научном исследовании истории трудовой армии в лагерях Урала и увековечении памяти репрессированных советских немцев: изданы книги памяти трудармейцев по шести ИТЛ (Тагиллаг, Богословлаг, ИТЛ Бакалстрой-Челябметаллургстрой, Севураллаг, Востураллаг, Ивдельлаг); создан электронный ресурс с базой данных объёмом более 100 тыс. персоналий репрессированных; сотрудником лаборатории к.и.н., доцентом С. Л. Разинковым разработаны оригинальные программы ввода по депортированным, трудармейцам, спецпереселенцам.
В 2022 г. В. М. Кириллов осуществлял научное руководство проектом «Электронный архив немцев Казахстана». В ходе этой работы созданы методические руководства по формированию баз данных и интегрального банка данных, новые программы ввода в ЭБД (по эшелонным спискам депортированных и спецпереселенцам).
С 2003 по 2015 гг. В. М. Кириллов руководил аспирантурой НТГСПА по специальности «Отечественная история». За время существования аспирантуры защитилось 14 аспирантов, из них 6 под научным руководством В. М. Кириллова.
В 2008—2009 гг. В. М. Кириллов работал в качестве члена специализированного совета по защите диссертаций (специальность «Отечественная история») при Сургутском гос. университете.
Кроме того, В. М. Кириллов выступил официальным оппонентом на защитах 3-х диссертаций на соискание степени доктора исторических наук (Суслов А. Б., Маркдорф Н. М., Бикметов Р. С.) и 9 диссертаций на соискание степени кандидата исторических наук.
В. М. Кириллов принял участие (по состоянию на 2022 г.) в 73 научных конференциях (в том числе международных и проходивших за пределами России). Он входит в состав редколлегий научных журналов, в том числе Ежегодника Международной ассоциации исследователей истории и культуры российских немцев (2015—2019), Ученых записок НТГСПИ. (2006—2011, 2020—2023). Кириллов был ответственным редактором 19 монографий, 5 сборников документов и конференций.

## Общественная и экспертная деятельность
Общественная деятельность В. М. Кириллова тесно сочетается с научной работой. С 1989 по 2005 гг. он был сопредседателем историко-просветительского, правозащитного и благотворительного общества «Мемориал» в г. Н.Тагил; в 2000—2003 гг. координатором общественного проекта "Возвращенные имена; с 2000 г. по настоящее время на общественных началах осуществляет руководство проектом «Gedenkbuch: Электронная книга памяти российских немцев»: с 1993 по конец 1990-х гг. он был членом Всероссийской ассоциации «История и компьютер»; в 2010 г. вошел в правление Международной ассоциации исследователей истории и культуры российских немцев; с 2020 г. является членом Комиссии по восстановлению прав реабилитированных жертв политических репрессий Свердловской области: членом Бюро Межрегионального общественного совета Музейно-мемориального комплекса на 12 км. Московского тракта.
Экспертная деятельность В. М. Кириллова выражается в модерировании и экспертизе Международных студенческих конкурсов студентов и аспирантов, проводимых Российским государственным гуманитарным университетом и Институтом этнокультурного образования при Международном союзе немецкой культуры (Москва, 2020, 2021, 2022), проведении мастер-классов и курсов повышения квалификации: для участников международной конференции "Немцы Казахстана: мост между Астаной и Берлином («Базы и банки данных в исторических исследованиях», Астана, 2015); для студентов и преподавателей исторического факультета Томского государственного университета («Метод контент анализа в социо-гуманитарных исследованиях», 2016), для студентов и преподавателей Красноярского государственного педагогического ун-та («Концепция революционной законности в политико-правовой деятельности советского государства в 1917—1950-е гг.», Красноярск, 2017); для участников XV форума российских немцев в Белокурихе (Проект «Электронная книга памяти российских немцев», 2018), для участников проекта «Электронный архив немцев Казахстана» (Астана, 2022).
В. М. Кириллов читает публичные лекции для широкой аудитории: в Музее истории ГУЛАГа; Музее истории Екатеринбурга.

## Научные труды
В. М. Кириллов — автор более 230 научных публикаций, часть из которых вышли за рубежом: в ФРГ, Казахстане, Украине. Он автор 33-х индивидуальных и коллективных монографий, пять из которых переведены на немецкий язык и вышли в ФРГ. Кроме того, он автор и соавтор 10 сборников документов и 9 учебно-методических пособий, член редакционного совета и автор статей энциклопедии «Немцы России» и Новой иллюстрированной электронной энциклопедии «Немцы России».

### Монографии
1. Книга памяти / Сост. и вступ. ст. В. М. Кириллова. — Екатеринбург : УИФ «Наука», 1994. — 337 с. — Прил. — 62 с. ISBN 5-02-007409-8
2. Кириллов В. М. История репрессий в Нижнетагильском регионе Урала 1920—1950 годы. В 2-х ч. — Н. Тагил : УрГПУ, НТГПИ, 1996. — Т. 1. — 232 с.; Т. 2. — 248 с. ISBN 5-7186-0246-8
3. Жертвы репрессий. Нижний Тагил 1920—1980-е годы / Автор-составитель: В. М. Кириллов. — Екатеринбург : Издательство УгТУ, 1999. — 442 с. ISBN 5-230-06576-1
4. Gedenkbuch: «Гордое терпенье». Книга памяти советских немцев — узников Тагиллага / Авторы-составители: В. М. Кириллов, П. М. Кузьмина, А. Я. Цейзер, С. Л. Разинков. — Екатеринбург: Изд-во ИП Черепанова Н. В., 2004. — 716с. ISBN 5-8299-0011-4
5. Gedenkbuch: «Гордое терпенье». Книга памяти советских немцев — узников Тагиллага / Авторы-составители: В. М. Кириллов, П. М. Кузьмина, А. Я. Цейзер, С. Л. Разинков. — Переработанное и расширенное электронное издание с встроенной поисковой системой — Н. Тагил : НТГСПА, Мемориал, адм. МО Н.Тагил, 2005. ISBN 5-8299-0011-4
6. «Gedenkbuch: Книга памяти немцев-трудармейцев Богословлага. 1941—1946 гг.» /Науч. ред.: В. М. Кириллов/ Авторы-составители: В. М. Кириллов, П. М. Кузьмина, Н. М. Паэгле, А. А. Пермяков, С. Л. Разинков. — Москва : РНД; Нижний Тагил : НТГСПА, 2008. — Т. 1. — 520 с. ISBN 978-5-8299-0105-9
7. «Gedenkbuch: Книга памяти немцев-трудармейцев Богословлага. 1941—1946 гг.» /Науч. ред.: В. М. Кириллов / Авторы-составители: В. М. Кириллов, П. М. Кузьмина, Н. М. Паэгле, А. А. Пермяков, С. Л. Разинков. — Москва : РНД; Нижний Тагил : НТГСПА, 2008. Т.2. 920с. ISBN 978-5-8299-0105-9
8. Немцы на Урале XVII—XXI вв.: Коллективная монография /Науч. ред.: В. М. Кириллов / В. М. Кириллов, Л. А. Дашкевич, Н. С. Корепанов, В. П. Микитюк и др. — Нижний Тагил : НТГСПА, 2009. — 292 с. ISBN 978-5-8299-0122-6
9. «Gedenkbuch: Книга памяти немцев-трудармейцев Богословлага. 1941—1946 гг.» /Науч. ред.: В. М. Кириллов / Авторы-составители: В. М. Кириллов, П. М. Кузьмина, Н. М. Паэгле, А. А. Пермяков, С. Л. Разинков / Расширенное электронное издание с встроенной поисковой системой. — Москва: МСНК, Нижний Тагил: НТГСПА, Лаборатория «Историческая информатика», 2010.
10. Gedenkbuch: Stolze geduld. Zum Gedenken der Deutschen der Sowjetunion den Gefangenen des Tagillag.: W.M.Kirillov, P.M.Kusmina, A.J.Zeiser, S.L.Razinkov. Ubersetzung aus Russischen von Sophie Wagner. Ubersetzung der Gedichte von Lilia Miller. Hamburg, 2010. ISBN 5-8299-0011-4
11. Проблемные научно-исследовательские лаборатории НТГСПА/Презентационные материалы. Электронное издание./Отв. ред. В. М. Кириллов. Н. Тагил: НТГСПА, 2011
12. Немцы на Урале XVII—XXI вв.: Коллективная монография. /Науч. ред.: В. М. Кириллов / В. М. Кириллов, Л. А. Дашкевич, Н. С. Корепанов, В. П. Микитюк и др. Электронное издание. Н.Тагил: НТГСПА, 2011. ISBN 978-5-8299-0122-6
13. "Gedenkbuch: Книга памяти немцев-трудармейцев ИТЛ Бакалстрой-Челябметаллургстрой. 1942—1946/Науч. ред.: В. М. Кириллов/Авторы-составители: В. М. Кириллов, С. Л. Разинков, Е. П. Турова. — Москва : МСНК; Нижний Тагил : НТГСПА, 2011. — Т. 1. — 676 с. ISBN 978-5-8299-0175-2
14. Gedenkbuch:Книга памяти немцев-трудармейцев ИТЛ Бакалстрой-Челябметаллургстрой. 1942—1946/Науч. ред.: В. М. Кириллов/Авторы-составители: В. М. Кириллов С. В. Аминова, Е. П. Турова. — Т.2. — Москва: МСНК, Нижний Тагил: НТГСПА, 2011. — 772 с. ISBN 978-5-8299-0220-9
15. Gedenkbuch:Книга памяти немцев-трудармейцев ИТЛ Бакалстрой-Челябметаллургстрой. 1942—1946 /Науч. ред.: В. М. Кириллов/ Авторы-составители: В. М. Кириллов, С. Л. Разинков, Е. П. Турова. — Т.3. — Москва: МСНК, Нижний Тагил: НТГСПА, 2012. — 728 с. ISBN 978-5-8299-0264-3
16. Ученый и его школа: Сборник научных трудов. К 60-летию д-ра истор. наук, профессора В. М. Кириллова/Науч. ред.: В. М. Кириллов / Кириллов В. М., Гонцова М. В., Зыкин И. В., Матвеева Н. В., Поршнева О. С., Поршнев С. В., Разинков С. Л., Сурина М. В.- Нижний Тагил: НТГСПА, 2012.- 555 с. + 1 электрон. опт. диск (CD-ROM). ISBN 978-5-8299-0270-4
17. Ученый и его школа: Сборник научных трудов. К 60-летию д-ра истор. наук, профессора В. М. Кириллова. Электронное издание/Науч. ред.: В. М. Кириллов/ Кириллов В. М., Гонцова М. В., Зыкин И. В., Матвеева Н. В., Поршнева О. С., Поршнев С. В., Разинков С. Л., Сурина М. В.- Нижний Тагил: НТГСПА, 2012. ISBN 978-5-8299-0270-4
18. Кириллов В. М. История репрессий в Нижнетагильском регионе Урала. 1920-е — начало 1950-х гг. В 2-х ч. Нижний Тагил: Уральский гос. пед. ун-т, Нижнетагильский гос. пед. ин-т, 1996. Электронное издание монографии В. М. Кириллова «История репрессий в Нижнетагильском регионе Урала. 1920—1950-е годы». Нижний Тагил: НТГСПА, Проблемная научно-исследовательская лаборатория исторической информатики, 2013. ISBN 5-7186-0246-8
19. Gedenkbuch:Книга памяти немцев-трудармейцев ИТЛ Бакалстрой-Челябметаллургстрой. 1942—1946. /Науч. ред.: В. М. Кириллов/ Электронное издание. Отв. ред. В. М. Кириллов. Коллектив авторов.- Т.1-4. — Москва: МСНК, Нижний Тагил: НТГСПА, 2014. ISBN 978-5-8299-0293-3
20. Gedenkbuch: Книга памяти немцев-трудармейцев ИТЛ Бакалстрой-Челябметаллургстрой. 1942—1946. /Отв. ред. В. М. Кириллов. Коллектив авторов. Т.4. -Москва: МСНК, Нижний Тагил: НТГСПА, 2014. 1030с. ISBN 978-5-8299-0293-3
21. Книга памяти советских немцев-узников Тагиллага. (коллективная монография). Перевод на немецкий С.Вагнер. Гамбург, 2017 Gedenkbuch: Stolz geduld. Zum Gedenken der Deutschen der Sowjetunion den Gefangen des Tagillag. Ubersetzung aus Russischen von Sophie Wagner. Ubersetzung der Gedichte von Lilia Miller. — Hamburg, 2017. — 800 s./2-е издание
22. Gedenkbuch: Книга памяти немцев-трудармейцев Севураллага. 1942—1946./ Электронное издание./Отв. ред. В. М. Кириллов. Авторский коллектив: Кириллов В. М., Фолленвайдер Е. В., Аминова С. В. — Нижний Тагил: НТГСПИ (филиал) РГППУ, 2018. ISBN 378-5-8299-0370-1
23. Фрицляндия на Урале. Российские немцы в лагере принудительного труда на Бакаллаг-Челябметаллургстрой. 1942—1946/Науч. ред.: В. М. Кириллов/Авторский коллектив: В. М. Кириллов, С. Л. Разинков, Л. И. Бородкин, Г. А. Гончаров, М. В. Гонцова, В.Кригер, А. Я. Нахтигаль, Н. П. Палецких, А. А. Цепкалова, Б. Д. Шмыров, С. В. Аминова. Коллективная монография.- М., Политическая энциклопедия, 2018. — 800с. ISBN 978-5-8243-2257-6
24. «Gedenkbuch: Книга памяти немцев-трудармейцев Востураллага НКВД/МВД. 1942—1946»/ Отв. ред. В. М. Кириллов. Авторы-составители: Кириллов В. М., Аминова С. В., Фолленвайдер Е. В. — Нижний Тагил, Гамбург: НТГСПИ (ф) ФГАОУ ВО «РГППУ», Норд-Ост институт ун-та г. Гамбург. — 2019. ISBN 978-5-8299-0395-4
25. Большой террор в частных историях жителей Екатеринбурга/ред.-сост. Ю. А. Марченков/Авторы: В. М. Кириллов и др.- Екатеринбург: Изд-во Урал. ун-та, 2018.- 628с. ISBN 978-5-7996-2439-2
26. Gedenkbuch. In Würde ertragen. Russlanddeutsche Zwangsarbeiter des Tagillag. V.M. Kirillow (Hrsg.). BKDR Verlag, 2020—306 с. ISBN 978-3-948589-04-2/
27. Gedenkbuch: Stolze Geduld. Zum Gedenken der Deutschen der Sowjetunion den Gefangenen des ABL Bakalbau und Tscheljabmetallurgiebau. 1942—1946. V.M. Kirillov, S.L. Rasinkov, E.P. Turowa. — Bd. 1. — Hamburg: AALEXX Druck Produktion, 2020. — 632 c. ISBN 978-5-8299-0175-2
28. Gedenkbuch: Stolze Geduld. Zum Gedenken der Deutschen der Sowjetunion den Gefangenen des ABL Bakalbau und Tscheljabmetallurgiebau. 1942—1946. V. M. Kirillov, S.L. Rasinkov, E.P. Turowa. — Bd. 2. — Hamburg: AALEXX Druck Produktion, 2020.- 576 c. ISBN 978-5-8299-0220-9
29. Gedenkbuch: Stolze Geduld. Zum Gedenken der Deutschen der Sowjetunion den Gefangenen des ABL Bakalbau und Tscheljabmetallurgiebau. 1942—1946. V.M. Kirillov, S.L. Rasinkov, E.P. Turowa. — Bd. 3. — Hamburg:AALEXX Druck Produktion, 2020. — 600 c. ISBN 978-5-8299-0264-3
30. Gedenkbuch: Книга памяти немцев-трудармейцев Ивдельлага НКВД/МВД. 1941—1946/ Науч. ред. Кириллов В. М. Авторский коллектив: Кириллов В. М., Кригер В., Разинков С. Л. и др. Электронное издание. Нижний Тагил, Гамбург: НТГСПИ (ф) ФГАОУ ВО «РГППУ», Норд-Ост институт ун-та г. Гамбург. 2022. ISBN 978-5-8050-0724-9
31. Книга памяти: Екатеринбург репрессированный.1917 — сер. 1980-х гг.: Часть I. Научные исследования/Науч. ред.: В. М. Кириллов /В. М. Кириллов [и д.р.]. [б.м.] : Издательские решения, 2022. — 752 с. ISBN 978-5-0055-7571-5
32. Книга памяти: Екатеринбург репрессированный.1917 — сер. 1980-х гг.: Часть II. Судьбы жертв политических репрессий/Науч. ред.: В. М. Кириллов /В. М. Кириллов [и д.р.]. [б.м.] : Издательские решения, 2022. — 270 с. ISBN 978-5-0055-7571-5
33. Gedenkbuch: Книга памяти немцев-трудармейцев Ивдельлага НКВД/МВД. 1941—1946/Науч. ред.: В. М. Кириллов / авт. кол.: В. М. Кириллов, В.Кригер, С. Л. Разинков [и др.]; науч. ред. Кириллов В. М. — Москва: Фонд «Связь эпох»; Нижний Тагил: НТГСПИ (ф) РГППУ, 2022. — 368с. ISBN 978-5-9950-1016-6

### Зарегистрированные базы данных и электронные ресурсы
1. Кириллов В. М., Поршнев С. В., Разинков С. Л. Советские немцы — трудармейцы Тагиллага НКВД (электронная база данных) / Информационная карта АИП. № 50200100086. Мин. образ. РФ. Гос. коорд. центр информ. технологий. ВФ — 2001/17от 12.03.2001. Москва, 2001.
2. Кириллов В. М., Разинков С. Л., Ноговицын И. Ю. Электронное издание коллективной монографии «Книга памяти советских немцев-узников Тагилллага»/Свидетельство о регистрации электронного ресурса № 16636. 17.01.2011 г. Гос. академия наук, Российская академия образования. Институт научной информации и мониторинга "Объединенный фонд электронных ресурсов «Наука и образование». Настоящее свидетельство выдано на электронный ресурс, отвечающий требованиям новизны и приоритетности.
3. Кириллов В. М., Разинков С. Л., Ноговицын И. Ю., Аминова С. В. Электронное издание коллективной монографии «Книга памяти немцев-трудармейцев Богословлага. 1941—1946»/Свидетельство о регистрации электронного ресурса № 16635. 17.01.2011 г. Гос. академия наук, Российская академия образования. Институт научной информации и мониторинга "Объединенный фонд электронных ресурсов «Наука и образование». Настоящее свидетельство выдано на электронный ресурс, отвечающий требованиям новизны и приоритетности

### Статьи в индексируемых научных изданиях
- Страницы истории Среднеуральских «островов» ГУЛАГа (1936—1953 гг. // Страницы истории Урала: Сборник статей и информационных материалов. Вып. 3 / отв. ред. В. А. Порозов. Пермь: ПГПУ, 1998. С.88-100
- Кириллов В. М., Бабий А. А. Проект «Возвращенные имена»: итоги первого этапа работы (2000—2003) // Информационный бюллетень ассоциации История и компьютер. 2004. № 32. С. 86-89.
- Бабий А. А., Кириллов В. М., Кузовкин Г. В., Хвостенко В. И. Проект «Возвращенные имена». Программа и проблемы её реализации // Вопросы истории. 2005. № 1. С. 24.
- Кириллов В. М., Разинков С. Л. Лаборатория исторической информатики НТГСПА // Информационный бюллетень ассоциации История и компьютер. 2006. № 33. С. 149—157.
- Кириллов В. М. Книги памяти жертв политических репрессий: историография и методология // Исторический журнал: научные исследования. 2011. № 5. С. 71-86.
- Кириллов В. М., Олохова О. П. Социальная идентичность жителя социалистического города на Урале 1930-х гг. // Человек в меняющемся мире. Проблемы идентичности и социальной адаптации в истории и современности: методология, методика и практики исследования. Международная научная конференция, программа и тезисы. 2014. С. 127—129.
- Кириллов В. М. Депортация, трудовая мобилизация и спецпоселение немцев СССР // Ежегодник Международной ассоциации исследователей истории и культуры российских немцев. 2015. № 1. С. 296—308.
- Кириллов В. М. Общие закономерности и специфика содержания трудмобилизованных российских немцев в лагерях принудительного труда на Урале // Вестник Южно-Уральского государственного университета. Серия: Социально-гуманитарные науки. 2015. Т. 15. № 1. С. 30-34.
- Кириллов В. М. Масштабы государственного террора в СССР и процесс реабилитации репрессированных // Актуальные проблемы современного социально-гуманитарного знания. Материалы IX Всероссийской научно-практической конференции. НТГСПИ (ф) РГППУ. 2015. С. 80-85.
- Кириллов В. М. Историография и методология изучения проблем истории политических репрессий в СССР // Ежегодник Международной ассоциации исследователей истории и культуры российских немцев. 2016. № 2. С. 234—253.
- Кириллов В. М., Олохова О. П. Идентичность строителей социалистического города на Урале по мемуарным источникам (1930-е гг.) // Исторический журнал: научные исследования. 2016. № 4. С. 368—376.
- Кириллов В. М. Особенности немецкого спецпоселения на Урале (1946—1950-е гг.) // Образование, жизнь и судьба немецких поселений в России. Материалы 15-й Международной научной конференции, посвященной 250-летию г. Маркса и 20-летию Международной ассоциации исследователей истории и культуры российских немцев. 2016. С. 274—291.
- Кириллов В. М. Метод контент-анализа в исследовании проблем истории России 1930—1940-х гг. // Актуальные проблемы современного социально-гуманитарного знания. Материалы Х Всероссийской научно-практической конференции. Ответственные редакторы Н. Ю. Мочалова, О. В. Рыжкова. 2016. С. 11-18.
- Кириллов В. М. Концепция революционной законности в действии — «контрреволюционные преступления» трудармейцев ИТЛ БМК-ЧМС // Ежегодник Международной ассоциации исследователей истории и культуры российских немцев. 2017. № 3. С. 163—178.
- Кириллов В. М. Принудительный труд в СССР: историографический аспект // Уральский исторический вестник. 2017. № 3 (56). С. 81-90.
- Кириллов В. М. История сталинизма в школьных учебниках истории // Детская книга и история Отечества. Материалы IX Всероссийской научно-практической конференции. Ответственный редактор А. В. Уткин. 2017. С. 84-91.
- Кириллов В. М. Формирование концепта «соцгород» и идентичность его строителей (на материале Нижнего Тагила 1920—1930-х гг.) // Эпоха социалистической реконструкции : идеи, мифы и программы социальных преобразований. Сборник научных трудов. Министерство образования и науки Российской Федерации, Уральский федеральный университет имени первого Президента России Б. Н. Ельцина. Екатеринбург, 2017. С. 354—363.
- Кириллов В. М., Фолленвайдер Е. В. Социальный портрет трудмобилизованных Севураллага // Ежегодник Международной ассоциации исследователей истории и культуры российских немцев. 2018. № 4. С. 126—142.
- Кириллов В. М. «Большой террор» в российской историографии // Ежегодник Международной ассоциации исследователей истории и культуры российских немцев. 2019. № 5. С. 70-82.
- Кириллов В. М., Фолленвайдер Е. В. Социальный портрет трудмобилизованных Востураллага // Ежегодник Международной ассоциации исследователей истории и культуры российских немцев. 2019. № 2 (6). С. 33-50.
- Кириллов В. М. Книги памяти жертв политических репрессий: особенности историографической модели // Вестник Южно-Уральского государственного университета. Серия: Социально-гуманитарные науки. 2019. Т. 19. № 3. С. 28-32.
- Кириллов В. М. Революция в законе (концепция революционной законности в правовой практике Советского государства) // Сто лет Уральскому государственному юридическому университету (1918—2018 гг.). Екатеринбург, 2019. С. 783—800.
- Кириллов В. М. Политика памяти: борьба между самоутверждением и покаянием // Актуальные проблемы современного социально-гуманитарного знания: социальные трансформации и историческая память культуры. Материалы XI Всероссийской научно-практической конференции. Отв. редакторы Н. Ю. Мочалова, А. М. Олешкова. 2019. С. 50-55.
- Кириллов В. М., Недокушев А. А. Культурно-просветительный центр российских немцев в Нижнем Тагиле: реконструкция истории региональной общественной организации (1991—2000-е гг.) // Ежегодник Международной ассоциации исследователей истории и культуры российских немцев. 2020. № 2 (8). С. 128—138.
- Кириллов В. М. Лидер движения за возрождение российских немцев И. И. Кроневальд: портрет человека на фоне официальной биографии // Ежегодник Международной ассоциации исследователей истории и культуры российских немцев. 2020. № 1 (7). С. 82-96.
- Кириллов В. М. Великая победа в эпоху войн исторической памяти // Память поколений: Великая Отечественная война в образовании, музейном пространстве и социальных практиках. Материалы Всероссийской научно-практической конференции с международным участием. Отв. редактор О. В. Рыжкова. 2020. С. 14-19.
- Кириллов В. М. Отражение истории политических репрессий в публикациях периодической печати Урала (1928—1939 гг.) // Ученые записки НТГСПИ. Серия: История и филология. 2021. № 4. С. 56-75.
- Кириллов В. М. Трудармейцы в Востураллаге: условия жизни и труда. 1942—1946 гг. // Ежегодник Международной ассоциации исследователей истории и культуры российских немцев. 2021. № 2 (10). С. 70-89.
- Кириллов В. М. Трудармейцы в лагерях Урала: труд во имя победы // Пути к Победе. Человек, общество, государство в годы Великой Отечественной войны. Материалы XIII Международной научной конференции. Сер. «История сталинизма. Дебаты» Отв. редактор А. К. Сорокин. Москва, 2021. С. 520—530.
- Кириллов В. М. «Архивная революция» и процесс реабилитации жертв политических репрессий глазами современника // Ученые записки НТГСПИ. Серия: История и филология. 2022. № 1. С. 23-44.
- Кириллов В. М., Разинков С. Л. Социальный портрет трудмобилизованных в лагеря принудительного труда Урала, 1941—1946 гг. // Historia Provinciae — журнал региональной истории. 2022. Т. 6. № 4. С. 1252—1290.
- Кириллов В. М. Лаборатория «Исторической информатики» НТГСПИ — центр изучения истории политических репрессий на Урале // Город, социум, среда: история и векторы развития. Сборник материалов II Всероссийской научно-практической конференции. Нижний Тагил — Екатеринбург, 2022. С. 46-50.
- Кириллов В. М. Проблемы историографии политических репрессий в СССР и на Урале (1917—1980-е гг.) // Кириллов В. М., Быкова С. И., Вебер М. И. и др. Книга памяти: Екатеринбург репрессированный. 1917 — середина 1980-х гг.  Без места, 2022. С. 18-40.

## Награды
- «Почетный работник высшего профессионального образования» (31.05.2002);
- Почетная грамота Министерства образования и науки Российской федерации (2002);
- Звание «Ветеран труда» (2013 год);
- Знак «За заслуги» НТГСПА;
- Знак «За доблестный труд. XXV лет работы в вузе» НТГСПА;
- Знак «За доблестный труд. XXX лет работы в вузе» НТГСПА;
- Почетное звание «Заслуженный работник НТГПИ-НТГСПА»;
- Почетная грамота НТГПИ, НТГСПА (1987, 2008—2020);
- Почетная грамота РГППУ (2015—2020);
- Почетная грамота Управляющего Горнозаводским округом (2002, 2007, 2014);
- Почетная грамота Главы города Нижний Тагил (1997, 2001)
- Почетная грамота Управления образования Администрации г. Нижний Тагил (2020)
- Благодарственное письмо Законодательного Собрания Свердловской области (2004, 2017);
- Благодарность Главы города Нижний Тагил (2019)
- Памятная медаль, посвященная 250-летию переселения немцев в Россию (Международный союз немецкой культуры, 2012);
- Медаль «250 лет служения Российскому Отечеству» (Национально-культурная автономия немцев Саратовской области, 2013[1].

## Семья
Отец — Кириллов Михаил Петрович (1918—1990). Инженер-строитель-гидротехник, выпускник Ленинградского политехнического института им. М. И. Калинина. Зам. директора з-да «Уралэлемент».
Мать — Кириллова (Борисова) Валентина Степановна (1924—1996). Служащая. Химик-лаборант завода «Уралэлемент».
Жена — Кириллова (Климова) Татьяна Сергеевна (1953). Выпускник Ярославского гос. пед. института им. К. Д. Ушинского. Кандидат филолог. наук, доцент. Работала в НТГПИ-НТГСПА-НТГСПИ (1983—2014) Пенсионер.
Дочь Анна, сын Сергей, внуки: Александр и Сергей.